# Макферсон (округ, Канзас)
Шаблон:StateAbbr_ 38°24′00″ пн. ш. 97°40′00″ зх. д. / 38.4° пн. ш. 97.6667° зх. д.
Округ Макферсон (англ. McPherson County) — округ (графство) у штаті Канзас, США. Ідентифікатор округу 20113.

## Історія
Округ утворений 1867 року.

## Демографія
За даними перепису
2000 року
загальне населення округу становило 29554 осіб, зокрема міського населення було 16923, а сільського — 12631.
Серед мешканців округу чоловіків було 14471, а жінок — 15083. В окрузі було 11205 домогосподарств, 7968 родин, які мешкали в 11830 будинках.
Середній розмір родини становив 2,99.
Віковий розподіл населення поданий у таблиці:
| Стать    | До 15 років | 15-21 | 22-29 | 30-39 | 40-49 | 50-65 | 65-85 | Понад 85 |
| -------- | ----------- | ----- | ----- | ----- | ----- | ----- | ----- | -------- |
| Чоловіки | 3097        | 1813  | 1291  | 1728  | 2316  | 2161  | 1784  | 281      |
| Жінки    | 2888        | 1715  | 1209  | 1885  | 2209  | 2133  | 2394  | 650      |

## Суміжні округи
- Салін — північ
- Дікінсон — північний схід
- Меріон — схід
- Гарві — південний схід
- Ріно — південний захід
- Райс — захід
- Еллсворт — північний захід

## Виноски
1. ↑  U.S. Decennial Census. United States Census Bureau. Архів оригіналу за 19 липня 2018. Процитовано 27 липня 2014.
2. ↑  Historical Census Browser. University of Virginia Library. Архів оригіналу за 11 серпня 2012. Процитовано 27 липня 2014.
3. ↑  Population of Counties by Decennial Census: 1900 to 1990. United States Census Bureau. Архів оригіналу за 5 червня 2019. Процитовано 27 липня 2014.
4. ↑  Census 2000 PHC-T-4. Ranking Tables for Counties: 1990 and 2000 (PDF). United States Census Bureau. Архів оригіналу (PDF) за 18 грудня 2014. Процитовано 27 липня 2014.
5. ↑  State & County QuickFacts. United States Census Bureau. Архів оригіналу за 6 серпня 2011. Процитовано 27 липня 2014.(англ.) Наведено за англійською вікіпедією.
6. ↑  American FactFinder. Бюро перепису населення США. Архів оригіналу за 26 лютого 2012. Процитовано 31 січня 2008.

| США | Це незавершена стаття з географії США. Ви можете допомогти проєкту, виправивши або дописавши її. |